# Marquess (hudební skupina)
Marquess je čtyřčlenná chlapecká německá popová skupina, která vznikla v roce 2006 v německém Hannoveru. Skupinu tvoří zpěvák Sascha Pierro, klávesista Christian Fleps, kytarista Dominik Decker a bassista Marco Heggen. Marquess zpívají i přes svůj původ především španělsky. Přesto se u nich najdou písně, které jsou v angličtině (You and not Tokio) nebo i částečně v němčině (Con las estrellas).

## Diskografie

### Alba
- Marquess (2006)
- Frenetica (2007)
- ¡YA! (2008)
- Compañía del sol (2009)
- Bienvenido (2012)
- Favoritas (2014)
- Sol Y Soul (2016)
- El Movimiento (2018)

### Singly
| Rok  | Název                            | Pozice v hitparádě | Pozice v hitparádě | Pozice v hitparádě | Pozice v hitparádě | Pozice v hitparádě | Pozice v hitparádě | Album            |
| ---- | -------------------------------- | ------------------ | ------------------ | ------------------ | ------------------ | ------------------ | ------------------ | ---------------- |
| Rok  | Název                            | DE                 | AT                 | CH                 | FI                 | CZ                 | SE                 | Album            |
| 2006 | "El Temperamento"                | 10                 | 53                 | 16                 | 10                 | 79                 | –                  | Marquess         |
| 2007 | "Sorry & Goodbye" (promo single) | –                  | –                  | –                  | –                  | –                  | –                  | Marquess         |
| 2007 | "Vayamos Compañeros"             | 2                  | 5                  | 1                  | 4                  | 1                  | 10                 | Frenetica        |
| 2007 | "You And Not Tokio"              | 66                 | –                  | 80                 | –                  | 48                 | –                  | Frenetica        |
| 2008 | "La Histeria"                    | 15                 | 74                 | 41                 | –                  | 59                 | –                  | ¡YA!             |
| 2008 | "La Vida Es Limonada"            | 16                 | 25                 | 15                 | –                  | 44                 | –                  | ¡YA!             |
| 2009 | "Lucia"                          | 60                 | –                  | –                  | –                  | –                  | –                  | ¡YA!             |
| 2009 | "Arriba"                         | 16                 | 75                 | 57                 | 18                 | 31                 | –                  | Campania del sol |